# Distretto di Argo
Il distretto di Argo è un distretto dell'Afghanistan situato nella provincia del Badakhshan. È stato creato nel 2005 sfruttando parte del territorio del distretto di Fayzabad.
Nel 2014 la popolazione era di circa 45 000 abitanti.